# Бос, Кхудирам
Кхудирам Бос (бенг. ক্ষুদিরাম বসু, англ. Khudiram Bose; 3 декабря 1889 года, Тамлук — 11 августа 1908 года, Калькутта) — бенгальский революционер, самый молодой участник индийского национально-освободительного движения.

## Биография
Разочаровавшись в британской политике после первого раздела Бенгалии, Кхудирам встал на путь борьбы с колониальными властями. Он убил несколько человек, когда взорвал бомбу на пути следования британских офицеров, что стало первым случаем атаки на колонистов в Индии. За это резонансное преступление восемнадцатилетнего революционера приговорили к смертной казни и повесили, но своим поступком он подал пример остальным жителям Бенгалии. Сотни человек последовали примеру Кхудирама, его мученическая смерть послужила толчком для роста индийского и бенгальского национализма в Индии.